# Aurum (geslacht)
Aurum is een geslacht van kevers uit de familie bladsprietkevers (Scarabaeidae). Het geslacht werd voor het eerst wetenschappelijk beschreven in 2019 door Hutchinson en Moeseneder.

## Soorten
Het geslacht omvat de volgende soort:
- Aurum leonorensis Hutchinson & Moeseneder, 2019[1]